# رحلة المشتاق (مسلسل)
رحلة المشتاق. مسلسل سوري، من إخراج سليم صبري.

## الممثلون
- ياسر العظمة.
- ثناء دبسي.
- عصام عبه جي.
- محمود جركس.
- عمر قنوع.
- نادين خوري.
- رياض نحاس.
- سليم كلاس.
- عدنان عجلوني.
- جيانا عيد.
- أحمد أيوب.
- محمد جبولي.
- عادل عبد الوهاب.
- هاني شاهين.
- بهاء سمعان.
- مروان سباعي.
- منى واصف.[1]